# Prvenstvo LjNP 1940-1941
Il Prvenstvo Ljubljanske nogometne podzveze 1940./41. (it. "Campionato della sottofederazione calcistica di Lubiana 1940-41") fu la ventiduesima ed ultima edizione del campionato organizzato dalla Ljubljanska nogometna podzveza (LjNP).
Questa fu la settima edizione del Prvenstvo LjNP ad essere di seconda divisione, infatti le migliori squadre slovene militavano nella Slovenska nogometna liga 1940-1941, mentre i vincitori sottofederali avrebbero disputato gli spareggi per la promozione al campionato sloveno successivo.
Il torneo venne interrotto poiché il 6 aprile 1941 le potenze dell'Asse cominciarono l'Invasione della Jugoslavia ed il 17 i balcanici si arresero. Il Regno di Jugoslavia venne smembrato fra i paesi vincitori (Germania, Italia, Ungheria e Bulgaria) e nacque anche lo Stato Indipendente di Croazia (comprendente Croazia e Bosnia).

## Prima fase

### Gruppo Lubiana
Torneo interrotto durante la pausa invernale a causa dello scoppio della guerra.
|                              | Pos. | Squadra        | Pt | G | V | N | P | GF | GS | QR    |
| ---------------------------- | ---- | -------------- | -- | - | - | - | - | -- | -- | ----- |
|                              | 1.   | Hermes Lubiana | 11 | 6 | 5 | 1 | 0 | 24 | 10 | 2,400 |
|                              | 2.   | Jadran Lubiana | 8  | 6 | 4 | 0 | 2 | 16 | 12 | 1,333 |
|                              | 3.   | Grafika        | 7  | 6 | 3 | 1 | 2 | 12 | 9  | 1,333 |
|                              | 4.   | Svoboda        | 7  | 6 | 3 | 1 | 2 | 14 | 17 | 0,823 |
|                              | 5.   | Moste          | 4  | 6 | 1 | 2 | 3 | 16 | 13 | 1,230 |
|                              | 6.   | Korotan        | 3  | 6 | 0 | 3 | 3 | 10 | 14 | 0,714 |
|                              | 7.   | Disk           | 2  | 6 | 0 | 2 | 4 | 9  | 26 | 0,346 |
| Fonte: mnzljubljana-zveza.si |      |                |    |   |   |   |   |    |    |       |

## Fase finale
Non disputata.